# Zirconium(IV)-bromid
Zirconium(IV)-bromid ist eine anorganische chemische Verbindung des Zirconiums aus der Gruppe der Bromide.

## Gewinnung und Darstellung
Zirconium(IV)-bromid kann durch Bromierung von Zirconium mit Brom bei 380 °C gewonnen werden.
{\displaystyle \mathrm {Zr+2\ Br_{2}\longrightarrow ZrBr_{4}} }
Ebenfalls möglich ist die Darstellung durch Reaktion von Zirconium(IV)-oxid mit Kohlenstoff und Brom.
{\displaystyle \mathrm {ZrO_{2}+2\ C+2\ Br_{2}\longrightarrow ZrBr_{4}+2\ CO} }

## Eigenschaften
Zirconium(IV)-bromid ist ein weißer Feststoff. Bei Einwirkung von Wasser hydrolysiert er vollständig zu Zirconiumoxybromid. Seine Kristallstruktur entspricht der von Zinn(IV)-iodid mit der Raumgruppe Pa3 (Raumgruppen-Nr. 205). Er sublimiert bei 357 °C.

## Verwendung
Durch Reduktion mit Zirconium oder Aluminium kann Zirconium(III)-bromid gewonnen werden.
{\displaystyle \mathrm {3\ ZrBr_{4}+Zr\longrightarrow 4\ ZrBr_{3}} }
{\displaystyle \mathrm {3\ ZrBr_{4}+Al\longrightarrow 3\ ZrBr_{3}+AlBr_{3}} }